# K2-294
K2-294, EPIC 246078672 — одиночная звезда в созвездии Водолея на расстоянии приблизительно 1175 световых лет (около 360 парсек) от Солнца. Видимая звёздная величина звезды — +12,502m.
Вокруг первого компонента обращается, как минимум, одна планета.

## Характеристики
K2-294 — жёлтый карлик спектрального класса G. Масса — около 0,987 солнечной, радиус — около 1,23 солнечного, светимость — около 1,223 солнечной. Эффективная температура — около 5717 К.

## Планетная система
В 2019 году командой астрономов, работающих с фотометрическими данными в рамках проекта Kepler K2, было объявлено об открытии планеты K2-294 b.